# Mathilda Wrede
Mathilda Wrede (1864-1928) est une aristocrate et évangéliste protestante finlandaise célèbre pour avoir beaucoup travaillé pour le bien-être et le changement d’état d’esprit des prisonniers en Finlande. Elle est une pionnière de la réinsertion des ex-prisonniers dans la vie civile.

## Biographie
Mathilda Wrede est née le 8 mars 1864 à Vaasa, ville dont son père le baron Carl Gustaf Fabian Wrede est le gouverneur. Dès son plus jeune âge, elle fut en contact avec des prisonniers, puisque certains étaient envoyés chez son père pour faire des travaux dans la maison ou le jardin. Elle fut en particulier frappée de voir comment on enchaînait ces prisonniers. De famille luthérienne traditionnelle, elle fit à 19 ans une expérience religieuse dans le cadre du Réveil et décida de se consacrer à améliorer le sort des plus démunis.
À partir de 1885, enfreignant l'opposition de son père, elle commença ses visites en prison, abordant les sujets religieux et organisant des conférences et discutant le contenu de la Bible. Elle visita particulièrement les prisons de Lappeenranta, Wyborg et surtout Turku, la plus grande prison du pays. Travaillant surtout seule, elle entretint une correspondance suivie avec de nombreux prisonniers. Ces visites et ces contacts contrevenaient largement aux coutumes et aux interdits sociaux de l’époque.  Son appartenance à la noblesse et son statut social lui permirent néanmoins de recueillir de nombreux soutiens en Europe.
En 1886 elle fonda Toivola, une ferme permettant de donner du travail aux prisonniers lors de leur libération.  Son frère Henrik Wrede l’aida; il avait lui-même passé trois ans en Sibérie à évangéliser les prisonniers finlandais déportés là-bas. (La Finlande était alors un grand-duché rattaché à la Russie.)

## Son action

### Les réformes pénitentiaires
Outre son activité d'évangélisation et de réforme morale des prisonniers, Mathilda Wrede a essayé d'améliorer les conditions carcérales. Elle a notamment attiré l'attention sur les lacunes dans les soins médicaux des prisonniers. Dans le cas des prisonniers politiques, elle a réduit son message religieux et soutenu les demandes de réforme. Elle a déclenché un scandale en transmettant au grand public des informations sur les conditions de détention. En conséquence, après 1900, l'administration pénitentiaire étatique a considéré l'action de Mathilda Wrede comme menaçant la paix sociale.

### Guerre civile russe
Dans la guerre civile russe (1917-1923), elle n'a soutenu aucun parti, mais a essayé d'améliorer la situation des prisonniers de guerre et des réfugiés, et d'apporter une médiation entre les deux camps.

## Sources
- Helène J. Kocher, Mathilda Wrede : lumière des geôles finlandaises, Genève, Labor et Fides, 1956, 164 p.
- Ester Stahlberg (trad. du suédois), Le testament de Mathilda Wrede, Neuchâtel, Delachaux et Niestlé, 1942, 301 p.
- Ingeborg Maria Sick (trad. du danois par Ernest Morel), Mathilda Wrede : l'amie des prisonniers finlandais [« Fangernes Ven »], Paris, Neuchâtel, Éd. Victor Attinger, 1925 (2e éd.), 239 p.
- Le Journal des débats, 23 juin 1926, « Une visiteuse des prisons finlandaise », article de Jacques de Coussange, rendant compte du livre de Ingeborg Maria Sick